# 石川真
石川真（日语： / Ishikawa Shin，1963年8月3日—），日本演员和模特儿。本名及旧艺名为石川功久（石川 功久 / いしかわ かつひさ）。
石川真出生于大阪府，身高185cm，中京大学文学部毕业。

## 作品列表

### 電視劇
- 《超人力霸王蓋亞》（1998年9月5日—1999年8月28日）：飾演 塚守亨
- 《超人力霸王梅比斯》（2006年5月6日—2007年3月31日）：飾演 芹澤和也 / 超人力霸王希卡利

### OV
- 《真假面騎士 序章》（1992年2月20日）：飾演 風祭 真 / 真（主演）